# Паял
Паял (порт. Paial)  —  муниципалитет в Бразилии, входит в штат Санта-Катарина. Составная часть мезорегиона Запад штата Санта-Катарина. Входит в экономико-статистический  микрорегион Конкордия. Население составляет 1978 человек на 2006 год. Занимает площадь 85,761 км². Плотность населения — 23,1 чел./км².

## Статистика
- Валовой внутренний продукт на 2003 составляет 19.629.134,00 реалов (данные: Бразильский институт географии и статистики).
- Валовой внутренний продукт на душу населения на 2003 составляет 9.756,03 реалов (данные: Бразильский институт географии и статистики).
- Индекс развития человеческого потенциала на 2000 составляет 0,752 (данные: Программа развития ООН).